# Ернест Пиддер
Ернест Пиддер (ест. Ernst-Johannes Põdder, 10 лютого 1879, Олександрівська волость Верроського повіту Ліфляндської губернії — 24 червня 1932, Таллінн, Естонія) — естонський військовий діяч, генерал-майор. Командир внутрішніх сил оборони Естонії «Кайтселійт» (1918—1919), начальник 2-ї дивізії Естонської Армії. Учасник звільнення північної Латвії (1919).

## Біографія
Народився 10 лютого 1879 року в Олександрівській волості Верроського повіту Ліфляндської губернії. У 1895 році закінчив Юр'ївську міську гімназію. 26 липня 1897 року вступив добровольцем до 104-й піхотного Устюзького полку Російської імператорської армії.
12 вересня 1898 року вступив до Віленського піхотного юнкерського училища, з якого випустився 18 серпня 1900 року підпоручиком у 107-й піхотний Троїцький полк. У 1904 році — в 123-му піхотному Козловському полку. Брав участь у Російсько-японській війні у складі 2-го Сибірського корпусу, був поранений. У 1905 році повернувся до свого полку. У 1906 році переведений до 32-го Східносибірського стрілецького полку. 2 грудня 1908 отримав звання штабскапітан.
На початку Першої світової війни — командир роти в 52-му Сибірському стрілецькому полку. 8 листопада 1914 підвищений до звання капітана. 14 листопада 1914 року поранений, перебував на лікуванні до лютого 1915 року. 25 лютого 1915 призначений командиром 3-го батальйону. При форсуванні річки Сан знову поранений. Повернувся до лав 20 вересня 1915 року, призначений командиром 4-го батальйону. 18 липня 1916 року контужений на ризькому фронті на річці Кекава й ушпиталений. 10 серпня 1916 року проведений ц підполковники. Повернувся до лав 22 жовтня 1916 року. 14 березня 1917 року знову призначений командиром 3-го батальйону.
1 липня 1917 року призначений командиром 47-го Сибірського стрілецького полку і 6 липня отримав чин полковника.
8 липня 1917 року переведений в 1-й Естонський полк помічником командира полку. 19 жовтня 1917 року призначений командиром Талліннського окремого батальйону, 30 жовтня переформованого у Талліннський естонський окремий полк (пізніше — 3-й Естонський полк). 9 грудня 1917 року призначений командиром 1-го Естонського полку. 12 березня 1918 року отримав звання генерал-майора Естонської армії.
14 квітня 1918 року демобілізований.
Під час перебування німецьких військ в Естонії — оперативний керівник Талліннської самооборони, організатор Кайтселійту, був заарештований. На початку Визвольної війни Естонії — командувач естонських сил в містах і повітах: Талліннському, Гар'ю, Ленемаа, Яарве; пізніше — командувач внутрішніх сил оборони (11 листопада 1918 — 4 квітня 1919 — очолював Кайтселійт).
23 грудня 1918 року верховне командування естонських сил передав генералу Йогану Лайдонеру. 29 травня 1919 року призначений командиром 3-ї дивізії.
Брав участь у визволенні північної Латвії від ландесвера, наприкінці 1919 року захищав Нарву.

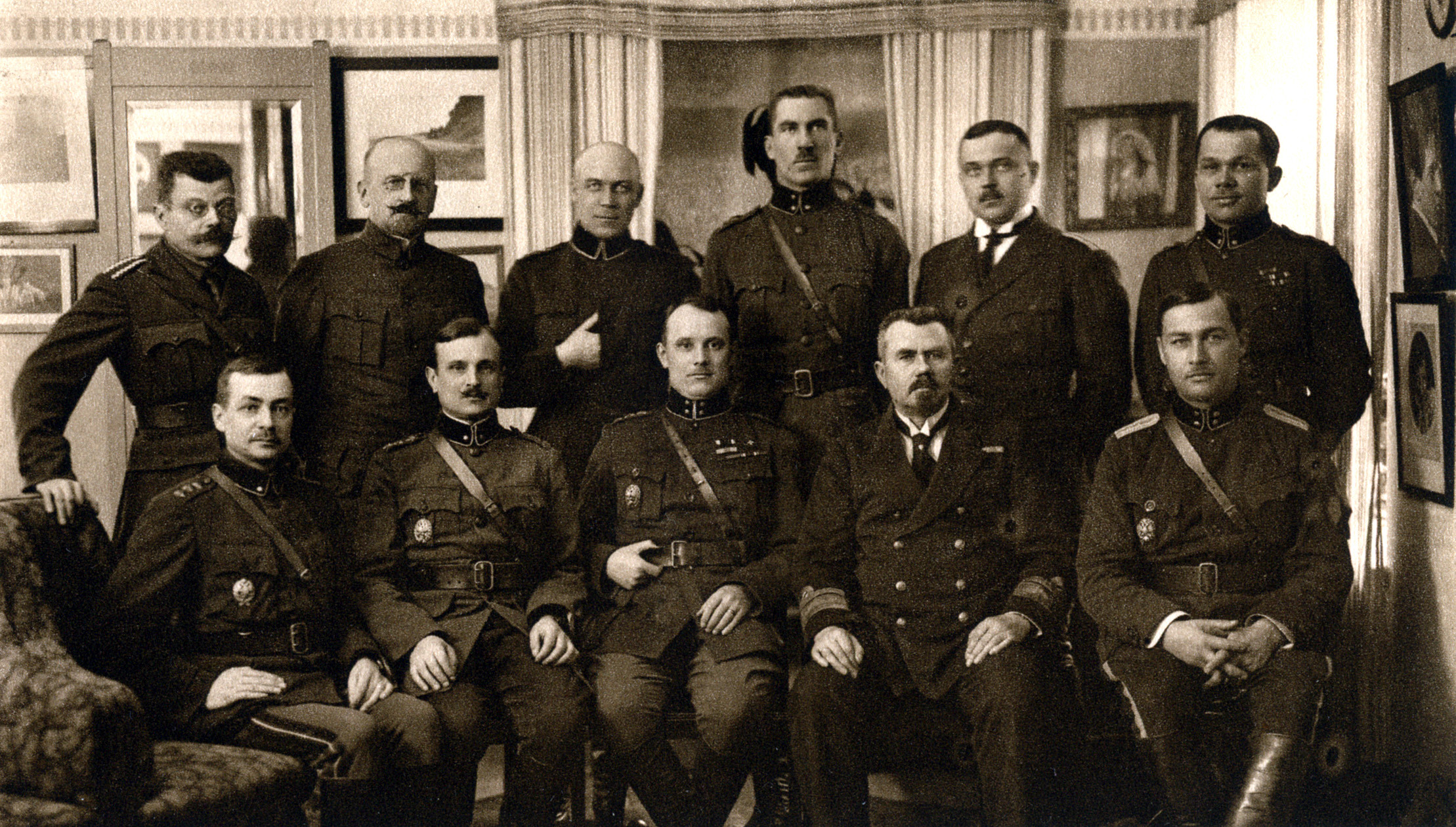
Головне командування естонської армії в 1920 році, зліва вгорі: генерал-майор Ернест Пиддер, доктор Артур Лоссманн, генерал-майор Олександр Тиніссон, полковник Карл Партс, полковник Віктор Пускар, полковник Яан Рінк. Зліва внизу: генерал-майор Андрес Ларка, генерал-майор Яан Соотс, головнокомандувач генерал-лейтенант Йохан Лайдонер, адмірал Йоган Пітка та полковник Рудольф Рейман

1921—1926 — начальник 2-ї дивізії Естонської армії. Особисто брав участь у придушенні комуністичного повстання в грудні 1924 року. З 1926 року — член військової ради. Активний політик і громадський діяч Естонії. У 1932 році, внаслідок розвитку гангрени, переніс операцію на нозі.
Помер 24 червня 1932 року. Похований на Талліннському гарнізонному кладовищі.

## Нагороди
Російські ордени:
- Орден Святого Володимира 4-го ступеня з мечами і бантом.
- Орден Святої Анни 2-го ступеня з мечами.
- Орден Святої Анни 3-го ступеня з мечами і бантом.
- Орден Святої Анни 4-го ступеня з написом «За хоробрість».
- Орден Святого Станіслава 2-го ступеня з мечами.
- Орден Святого Станіслава 3-го ступеня з мечами і бантом.

Естонські ордени:
- Хрест Свободи 1-го класу 1-го ступеня (23.02.1920; Vabadusrist I liigi 1. järgu № 6).
- Орден Орлиного хреста 1-го класу (14.02.1929; Kotkaristi I klassi teenetemärk).
- Мечі до ордену Орлиного хреста 1-го класу (6.06.1930).
- Орден Естонського Червоного Хреста 1-го класу 2-го ступеня (7.02.1929; Punase Risti mälestusmärgi I järgu II aste).
- Орден Естонського Червоного Хреста 2-го класу 1-го ступеня (19.02.1927; Punase Risti mälestusmärgi II järgu I aste).
- Пам'ятний знак Естонського Червоного Хреста (22.02.1921; Punase Risti mälestusmärk).

Фінський орден Хреста Свободи 1-го класу.
Польський Хрест хоробрих.
Латвійські ордени:
- військовий орден Лачплесіса 2-го ступеня (LKOK nr.2 / 22 в 1924 р.).
- військовий орден Лачплесіса 3-го ступеня (LKOK nr.3 / 900 в 1921 р.).